# Shurugwi (Simbabwe)
Shurugwi, auch Selukwe oder Churugwi, ist eine Stadt in der Provinz Midlands in Simbabwe. Zusammen mit ihrem Umland stellt sie einen der Urbanen Distrikte Simbabwes mit 23.304 Einwohnern (2022) und einer Fläche von knapp 134 km².

## Geografie
Sie liegt im Distrikt Shurugwi Rural etwa 1380 Meter über dem Meeresspiegel, 30 km  südöstlich von Gweru im Gebiet des Great Dyke.  Der Urbane Distrikt ist in 13 Wards aufgeteilt.

## Wirtschaft
Shurugwi lebt vom Bergbau. In den Minen fördert die Zimbabwe Mining and Smelting Company (ZIMASCO) Chromit. In geringerem Umfang wird auch Gold und Platin gewonnen. Das Chrom wird in Kwekwe weiterverarbeitet.
Neben dem Bergbau sind Landwirtschaft und Kleinhandel die wichtigsten Wirtschaftszweige der Stadt.

## Infrastruktur
Einen Teil der Infrastruktur stellt das unternehmen ZIMASCO. Dies betrifft anteilig den Wohnungsbau und die Trinkwasserversorgung mit eigener Aufbereitungsanlage.
Die Stadt verfügt über 109 km Straßen. davon sind 17 asphaltiert. in Shurugwi gibt es 5 Grund- und 3 weiterführende Schulen, sowie eine Berufsschule. Die medizinische Versorgung wird durch das Distriktkrankenhaus und ein weiteres, privates, sowie 5 Ambulanzen gestellt. Zusätzlich gibt es noch 3 weitere private Einrichtungen.

## Bevölkerungsentwicklung
Die Bevölkerungsentwicklung seit 1982.
| Jahr          | Einwohner |
| ------------- | --------- |
| 1982 (Zensus) | 13.255    |
| 1992 (Zensus) | 16.138    |
| 2002 (Zensus) | 16.863    |
| 2012 (Zensus) | 21.501    |
| 2022 (Zensus) | 23.304    |

## Persönlichkeiten
- Ian Smith (1919–2007), ehemaliger Premierminister von Rhodesien
- Angelo Lambiris (* 1947), südafrikanischer Herpetologe
- Fenton Peter David Cotterill (* 1964), Biologe